# دستور الكويت
دستور الكويت هو القانون الأعلى لدولة الكويت وضعته الجمعية الدستورية في 1961-1962 ووقعه في 11 نوفمبر 1962 الشيخ عبد الله السالم الصباح أمير الكويت. ويحدد الدستور أن دولة الكويت إمارة دستورية وراثية والإسلام دين الدولة.
ويستند دستور الكويت إلى المبادئ الديمقراطية ويجمع بين الجوانب الإيجابية للنظم الرئاسية والبرلمانية السائدة في البلدان الديمقراطية المتقدمة. وأركان الدستور هي سيادة الدولة والحرية العامة والمساواة أمام القانون.
يتكون دستور دولة الكويت من 183 مادة مقسمة إلى خمسة فصول:
- الدولة ونظام الحكم.
- المكونات الأساسية للمجتمع الكويتي.
- الحقوق والواجبات العامة.
- القوى.
- الأحكام العامة والانتقالية.

رئيس الدولة هو الأمير ، وهو القائد الأعلى للجيش الكويتي، ويتمتع بسلطات واسعة، ويشكل جنبا إلى جنب مع حكومته السلطة التنفيذية. 52 الأمير هو أيضا جزء من السلطة التشريعية جنبا إلى جنب مع الجمعية الوطنية للكويت. 51 للجمعية الوطنية 50 مقعدا، تنتخب بالتساوي من 5 مقاطعات. يمكن عزل البرلمان من قبل المحكمة الدستورية وصاحب السمو أمير البلاد، الذي عادة ما تتبعه انتخابات في غضون شهرين. 107 لكن هذا ليس هو الحال دائما: تم تعليق البرلمان عدة مرات. كانت اثنتان من تلك الأوقات لفترات طويلة، كما شملت تعليق الدستور.

## التاريخ
دستور الكويت يعد ناتجًا من تجارب دستورية سابقة مرت بها الكويت عبر تاريخها السياسي، فالكويت منذ تأسيسها اتخذت الشورى والديموقراطية نهجًا للدولة، وأختارت أول حاكم لها وهو الشيخ صباح الأول - عن طريق مبايعة أهالي الكويت، والحاكم في ذلك الوقت لم يكن ينفرد بالرأي، ولكنه كان يستشير وجهاء البلد، ويتبادل وجهات النظر معهم، وهذا يشير إلى أن التعاون والشورى بين الحاكم والمحكوم في إدارة شؤون البلاد في الكويت قائم منذ زمن قديم.

### الدستور الأول (1921)
يعد أول دستور مكتوب بدولة الكويت، ويحتوي على خمس مواد فقط، وقد تم إنشاء مجلس استشاري في السنة نفسها تطبيقًا لهذا الدستور، وجرى اختيار أعضاء المجلس الأستشاري عن طريق التعيين وعددهم اثنى عشر عضوًا.

### الدستور الثاني (1938)
تم صياغة هذا الدستور من قبل المجلس التشريعي الذي أنشئ في العام نفسه، وأعضاء المجلس التشريعي كانو منتخبين وعددهم خمسة عشر عضوًا، ويعد أكثر تطورًا من الدستور الذي سبقه.

### الدستور الثالث (1961)
أصدر هذا الدستور الأمير الراحل الشيخ عبد الله السالم الصباح لينظم عمل السلطات العامة حتى يتم الانتهاء من الدستور الدائم، وتم العمل بهذا الدستور لمدة عام واحد فقط.

### الدستور الرابع والحالي (1962)
أعد هذا الدستور المجلس التأسيسي المكون من واحد وثلاثين عضوًا، المنتخبون منهم عشرون عضوًا والباقي هم الوزراء المعينون، وصدق عليه الشيخ عبد الله السالم الصباح من دون أي تعديل، وهو دستور مكتوب ودونت أحكامه في وثيقة مكتوبة، وإجراءات تعديله تتطلب موافقة الأمير وثلثي أعضاء مجلس الأمة، وإذا رفض أحد الطرفين يعد رفضًا لاقتراح التعديل، وتم إلحاق مذكرة تفسيرية شارحة لنصوص الدستور والمذكرة ملزمة في تفسير الدستور.

## مواد الدستور

الشيخ عبد الله السالم الصباح يتسلم الدستور من عبد اللطيف محمد الغانم

ينقسم الدستور الكويتي إلى خمسة أبواب تضم 183 مادة تضع النظام الأساسي للديموقراطية ونظام الحكم في الكويت. وتحكم هذه المواد العلاقة بين السلطات الثلاث: التشريعية والتنفيذية والقضائية.
يقوم الباب الأول في الدستور والذي يضم 6 مواد بشرح خصائص الدولة ونظام الحكم. ويؤكد هذا الباب انتماء الكويت للوطن العربي والإسلامي، كما يؤكد على استقلالية الكويت. وتحصر المادة الرابعة الحكم في ذرية الشيخ مبارك الصباح، على أن يكون الحكم في الكويت ديموقراطيًا مبنيا على مجلس الأمة وضمن الصلاحيات الواضحة في الدستور.
يشدد الباب الثاني من الدستور على المقومات الأساسية للمجتمع الكويتي كالعدالة الاجتماعية وحق التعليم. وحدد هذا الباب دور الدولة في رعايتها للصحة والتعليم والفنون والآداب والبحث العلمي وصيانة النشئ.
يرسم الباب الثالث الحقوق والواجبات العامة. ويسرد هذا الباب حقوق المواطن الكويتي والتي ترتكز على مبدأ الحرية والمساواة. وكفل الدستور حرية الاعتقاد والرأي ضمن احترام النظام العام.
ينقسم الباب الرابع إلى خمسة فصول تضم معظم مواد الدستور. تنظم مواد الباب الرابع العلاقة بين السلطة التشريعية والمتمثلة بمجلس الأمة، والسلطة التنفيذية (حكومة الكويت)، والسلطة القضائية. كما يشرح الفصل الثاني من هذا الباب صلاحيات رئيس الدولة.
يحتوي الباب الخامس 10 مواد تشرح بعض الأحكام العامة وأحكام مؤقتة انتهت بتطبيق القانون. كما تشرح المادة 174 نظام تنقيح أو تعديل مادة من مواد الدستور.

## المجلس التأسيسي
أقيم المجلس التأسيسي برغبة أمير الكويت الشيخ عبد الله السالم الصباح بهدف وضع وكتابة الدستور. وفي يوم 26 أغسطس 1961 أصدر الشيخ عبد الله السالم الصباح مرسومًا أميريًّا تحت رقم 22 لسنة 1961 يقضي بإجراء انتخابات للمجلس التأسيسي. ووزعت الكويت إلى عشر دوائر انتخابية بحيث يختار الشعب مرشحين من كل دائرة انتخابية. ليتكون المجلس من عشرين مرشحًا و 11 وزيرًا. وانعقد المجلس في 32 جلسة أقر في آخرها دستور الكويت. استمر المجلس التأسيسي في عمله لغاية 20 يناير 1963 وذلك قبل أن يحل نفسه لإجراء أول انتخابات برلمانية لاختيار أعضاء مجلس الأمة الأول.